# Cadans (muziek)
Onder cadans verstaat men in de muziek het verschijnsel dat men de tijd als discreet ervaart, in afzonderlijke tellen. Zijn deze tellen regelmatig, dan ervaart men al gauw ook een soort ordening in de tijdsdelen. In de cadans wisselen beklemtoonde en onbeklemtoonde delen elkaar regelmatig af: er is sprake van metrum of maat.